# Liste der Nummer-eins-Hits in den Niederlanden (2016)
Dies ist eine Liste der Nummer-eins-Hits in den Niederlanden im Jahr 2016. Sie basiert auf den Nederlandse-Top-40-Singlecharts und den Dutch Album Top 100.

## Singles
| ← 2015 ← | Liste der Nummer-eins-Hits in den Niederlanden | Liste der Nummer-eins-Hits in den Niederlanden | Liste der Nummer-eins-Hits in den Niederlanden | 2017 →                    |
| \| Zeitraum \| Wo. ges. \| Interpret \| Titel Autor(en) \| Zusätzliche Informationen \| \| (Zeitraum, Wochen auf Platz eins, Interpret, Titel, Autor[en], zusätzliche Informationen) \| \| \| \| \| \| ----------------------------------------------------------------------------------------- \| -------- \| ----------------------------------------- \| ----------------------------------------------------------------------------------------------------------------------------------------------------------------------------------------- \| ------------------------- \| \| 5. Dezember 2015 – 8. Januar 2016 5 Wochen \| 5 \| Justin Bieber \| Sorry Justin Bieber, Sonny Moore, Justin Tranter, Julia Michaels, Michael Tucker \| – \| \| 9. Januar 2016 – 29. Januar 2016 3 Wochen \| 3 \| Justin Bieber \| Love Yourself Benjamin Levin, Justin Bieber, Ed Sheeran \| – \| \| 30. Januar 2016 – 12. Februar 2016 2 Wochen \| 2 \| Lukas Graham \| 7 Years Lukas Forchhammer, Morten Ristorp, Stefan Forrest, Morten Pilegaard \| – \| \| 13. Februar 2016 – 22. April 2016 10 Wochen \| 10 \| Mike Posner \| I Took a Pill in Ibiza (SeeB Remix) Mike Posner, Martin Terefe \| – \| \| 23. April 2016 – 29. April 2016 1 Woche \| 1 \| Fifth Harmony feat. Ty Dolla $ign \| Work from Home Joshua Coleman, Jude Demorest, Tyrone Griffin, Jr., Alexander Izquierdo, Brian Lee \| – \| \| 30. April 2016 – 10. Juni 2016 6 Wochen \| 6 \| Drake feat. WizKid & Kyla \| One Dance Aubrey Graham, Paul Jefferies, Noah Shebib, Ayodeji Balogun, Errol Reid, Kyla Reid \| – \| \| 11. Juni 2016 – 5. August 2016 8 Wochen \| 8 \| Justin Timberlake \| Can’t Stop the Feeling! Max Martin, Karl Johan Schuster, Justin Timberlake \| – \| \| 6. August 2016 – 16. September 2016 6 Wochen \| 6 \| Major Lazer feat. Justin Bieber & Mø \| Cold Water Ed Sheeran, Benjamin Levin, Karen Marie Ørsted, Thomas Pentz, Justin Bieber, Jamie Scott, Philip Meckseper, Henry Allen \| – \| \| 17. September 2016 – 21. Oktober 2016 5 Wochen \| 5 \| DJ Snake feat. Justin Bieber \| Let Me Love You Louis Bell, Justin Bieber, Lumidee Cedeño, William Grigahcine, Stany Kibulu, Brian Lee, Steven Marsden, Teddy Mendez, Edwin Perez, Austin Roser, Ali Tamposi, Andrew Watt \| – \| \| 22. Oktober 2016 – 18. November 2016 4 Wochen \| 4 \| The Chainsmokers feat. Halsey \| Closer Andrew Taggart, Shaun Frank, Frederic Kennett, Ashley Frangipane, Alex Pall \| – \| \| 19. November 2016 – 16. Dezember 2016 4 Wochen \| 4 \| The Weeknd feat. Daft Punk \| Starboy Abel Tesfaye, Guy-Manuel de Homem-Christo, Thomas Bangalter, Martin McKinney, Henry Walter \| – \| \| 17. Dezember 2016 – 20. Januar 2017 5 Wochen (insgesamt 5) \| 5 \| Clean Bandit feat. Sean Paul & Anne-Marie \| Rockabye Jack Patterson, Steve Mac, Ammar Malik, Ina Wroldsen, Sean Paul Henriques \| – \| |                                                |                                                | |                           |
| ← 2015 |                                                |                                                | | → 2017 →                  |
| Zeitraum | Wo. ges.                                       | Interpret                                      | Titel Autor(en) | Zusätzliche Informationen |
| (Zeitraum, Wochen auf Platz eins, Interpret, Titel, Autor[en], zusätzliche Informationen) |                                                |                                                | |                           |
| 5. Dezember 2015 – 8. Januar 2016 5 Wochen | 5                                              | Justin Bieber                                  | Sorry Justin Bieber, Sonny Moore, Justin Tranter, Julia Michaels, Michael Tucker | –                         |
| 9. Januar 2016 – 29. Januar 2016 3 Wochen | 3                                              | Justin Bieber                                  | Love Yourself Benjamin Levin, Justin Bieber, Ed Sheeran | –                         |
| 30. Januar 2016 – 12. Februar 2016 2 Wochen | 2                                              | Lukas Graham                                   | 7 Years Lukas Forchhammer, Morten Ristorp, Stefan Forrest, Morten Pilegaard | –                         |
| 13. Februar 2016 – 22. April 2016 10 Wochen | 10                                             | Mike Posner                                    | I Took a Pill in Ibiza (SeeB Remix) Mike Posner, Martin Terefe | –                         |
| 23. April 2016 – 29. April 2016 1 Woche | 1                                              | Fifth Harmony feat. Ty Dolla $ign              | Work from Home Joshua Coleman, Jude Demorest, Tyrone Griffin, Jr., Alexander Izquierdo, Brian Lee                                                                                         | –                         |
| 30. April 2016 – 10. Juni 2016 6 Wochen | 6                                              | Drake feat. WizKid & Kyla                      | One Dance Aubrey Graham, Paul Jefferies, Noah Shebib, Ayodeji Balogun, Errol Reid, Kyla Reid                                                                                              | –                         |
| 11. Juni 2016 – 5. August 2016 8 Wochen | 8                                              | Justin Timberlake                              | Can’t Stop the Feeling! Max Martin, Karl Johan Schuster, Justin Timberlake | –                         |
| 6. August 2016 – 16. September 2016 6 Wochen | 6                                              | Major Lazer feat. Justin Bieber & Mø           | Cold Water Ed Sheeran, Benjamin Levin, Karen Marie Ørsted, Thomas Pentz, Justin Bieber, Jamie Scott, Philip Meckseper, Henry Allen                                                        | –                         |
| 17. September 2016 – 21. Oktober 2016 5 Wochen | 5                                              | DJ Snake feat. Justin Bieber                   | Let Me Love You Louis Bell, Justin Bieber, Lumidee Cedeño, William Grigahcine, Stany Kibulu, Brian Lee, Steven Marsden, Teddy Mendez, Edwin Perez, Austin Roser, Ali Tamposi, Andrew Watt | –                         |
| 22. Oktober 2016 – 18. November 2016 4 Wochen | 4                                              | The Chainsmokers feat. Halsey                  | Closer Andrew Taggart, Shaun Frank, Frederic Kennett, Ashley Frangipane, Alex Pall | –                         |
| 19. November 2016 – 16. Dezember 2016 4 Wochen | 4                                              | The Weeknd feat. Daft Punk                     | Starboy Abel Tesfaye, Guy-Manuel de Homem-Christo, Thomas Bangalter, Martin McKinney, Henry Walter                                                                                        | –                         |
| 17. Dezember 2016 – 20. Januar 2017 5 Wochen (insgesamt 5) | 5                                              | Clean Bandit feat. Sean Paul & Anne-Marie      | Rockabye Jack Patterson, Steve Mac, Ammar Malik, Ina Wroldsen, Sean Paul Henriques | –                         |

## Alben
| ← 2015 ← | Liste der Nummer-eins-Hits in den Niederlanden | Liste der Nummer-eins-Hits in den Niederlanden | Liste der Nummer-eins-Hits in den Niederlanden | 2017 →                    |
| \| Zeitraum \| Wo. ges. \| Interpret \| Titel \| Zusätzliche Informationen \| \| (Zeitraum, Wochen auf Platz eins, Interpret, Titel, zusätzliche Informationen) \| \| \| \| \| \| ------------------------------------------------------------------------------ \| -------- \| ---------------------- \| ---------------------------- \| ------------------------- \| \| 28. November 2015 – 15. Januar 2016 7 Wochen (insgesamt 8) \| 8 \| Adele \| 25 \| – \| \| 16. Januar 2016 – 12. Februar 2016 4 Wochen \| 4 \| David Bowie \| Blackstar \| – \| \| 13. Februar 2016 – 19. Februar 2016 1 Woche (insgesamt 8) \| 8 \| Adele \| 25 \| – \| \| 20. Februar 2016 – 11. März 2016 3 Wochen (insgesamt 9) \| 9 \| Lil Kleine \| Wop! \| – \| \| 12. März 2016 – 18. März 2016 1 Woche \| 1 \| Anouk \| Queen for a Day \| – \| \| 19. März 2016 – 29. April 2016 6 Wochen (insgesamt 9) \| 9 \| Lil Kleine \| Wop! \| – \| \| 30. April 2016 – 6. Mai 2016 1 Woche (insgesamt 2) \| 2 \| Beyoncé \| Lemonade \| – \| \| 7. Mai 2016 – 13. Mai 2016 1 Woche (insgesamt 14) \| 14 \| Broederliefde \| Hard Work Pays Off 2 \| – \| \| 14. Mai 2016 – 20. Mai 2016 1 Woche (insgesamt 2) \| 2 \| Beyoncé \| Lemonade \| – \| \| 21. Mai 2016 – 27. Mai 2016 1 Woche (insgesamt 14) \| 14 \| Broederliefde \| Hard Work Pays Off 2 \| – \| \| 28. Mai 2016 – 3. Juni 2016 1 Woche \| 1 \| Ariana Grande \| Dangerous Woman \| – \| \| 4. Juni 2016 – 24. Juni 2016 3 Wochen (insgesamt 14) \| 14 \| Broederliefde \| Hard Work Pays Off 2 \| – \| \| 25. Juni 2016 – 1. Juli 2016 1 Woche \| 1 \| Red Hot Chili Peppers \| The Getaway \| – \| \| 2. Juli 2016 – 15. Juli 2016 2 Wochen \| 2 \| Coldplay \| A Head Full of Dreams \| – \| \| 16. Juli 2016 – 16. September 2016 9 Wochen (insgesamt 14) \| 14 \| Broederliefde \| Hard Work Pays Off 2 \| – \| \| 17. September 2016 – 23. September 2016 1 Woche \| 1 \| Ancora \| Door weer en wind \| – \| \| 24. September 2016 – 30. September 2016 1 Woche \| 1 \| Jan Smit \| 20 \| – \| \| 1. Oktober 2016 – 7. Oktober 2016 1 Woche \| 1 \| Shawn Mendes \| Illuminate \| – \| \| 8. Oktober 2016 – 14. Oktober 2016 1 Woche \| 1 \| O’G3NE \| We Got This \| – \| \| 15. Oktober 2016 – 21. Oktober 2016 1 Woche \| 1 \| Frans Bauer \| Geluk hoop en liefde \| – \| \| 22. Oktober 2016 – 28. Oktober 2016 1 Woche \| 1 \| Jonna Fraser \| Blessed \| – \| \| 29. Oktober 2016 – 4. November 2016 1 Woche (insgesamt 2) \| 2 \| Leonard Cohen \| You Want It Darker \| – \| \| 5. November 2016 – 11. November 2016 1 Woche \| 1 \| Kensington \| Control \| – \| \| 12. November 2016 – 18. November 2016 1 Woche \| 1 \| Robbie Williams \| The Heavy Entertainment Show \| – \| \| 19. November 2016 – 25. November 2016 1 Woche (insgesamt 2) \| 2 \| Leonard Cohen \| You Want It Darker \| – \| \| 26. November 2016 – 2. Dezember 2016 1 Woche \| 1 \| Metallica \| Hardwired…to Self-Destruct \| – \| \| 3. Dezember 2016 – 9. Dezember 2016 1 Woche \| 1 \| Kinderen voor Kinderen \| Voor altijd jong! – 37 \| – \| \| 10. Dezember 2016 – 13. Januar 2017 5 Wochen \| 5 \| The Rolling Stones \| Blue & Lonesome \| – \| |                                                |                                                |                                                |                           |
| ← 2015 |                                                |                                                |                                                | → 2017 →                  |
| Zeitraum | Wo. ges.                                       | Interpret                                      | Titel                                          | Zusätzliche Informationen |
| (Zeitraum, Wochen auf Platz eins, Interpret, Titel, zusätzliche Informationen) |                                                |                                                |                                                |                           |
| 28. November 2015 – 15. Januar 2016 7 Wochen (insgesamt 8) | 8                                              | Adele                                          | 25                                             | –                         |
| 16. Januar 2016 – 12. Februar 2016 4 Wochen | 4                                              | David Bowie                                    | Blackstar                                      | –                         |
| 13. Februar 2016 – 19. Februar 2016 1 Woche (insgesamt 8) | 8                                              | Adele                                          | 25                                             | –                         |
| 20. Februar 2016 – 11. März 2016 3 Wochen (insgesamt 9) | 9                                              | Lil Kleine                                     | Wop!                                           | –                         |
| 12. März 2016 – 18. März 2016 1 Woche | 1                                              | Anouk                                          | Queen for a Day                                | –                         |
| 19. März 2016 – 29. April 2016 6 Wochen (insgesamt 9) | 9                                              | Lil Kleine                                     | Wop!                                           | –                         |
| 30. April 2016 – 6. Mai 2016 1 Woche (insgesamt 2) | 2                                              | Beyoncé                                        | Lemonade                                       | –                         |
| 7. Mai 2016 – 13. Mai 2016 1 Woche (insgesamt 14) | 14                                             | Broederliefde                                  | Hard Work Pays Off 2                           | –                         |
| 14. Mai 2016 – 20. Mai 2016 1 Woche (insgesamt 2) | 2                                              | Beyoncé                                        | Lemonade                                       | –                         |
| 21. Mai 2016 – 27. Mai 2016 1 Woche (insgesamt 14) | 14                                             | Broederliefde                                  | Hard Work Pays Off 2                           | –                         |
| 28. Mai 2016 – 3. Juni 2016 1 Woche | 1                                              | Ariana Grande                                  | Dangerous Woman                                | –                         |
| 4. Juni 2016 – 24. Juni 2016 3 Wochen (insgesamt 14) | 14                                             | Broederliefde                                  | Hard Work Pays Off 2                           | –                         |
| 25. Juni 2016 – 1. Juli 2016 1 Woche | 1                                              | Red Hot Chili Peppers                          | The Getaway                                    | –                         |
| 2. Juli 2016 – 15. Juli 2016 2 Wochen | 2                                              | Coldplay                                       | A Head Full of Dreams                          | –                         |
| 16. Juli 2016 – 16. September 2016 9 Wochen (insgesamt 14) | 14                                             | Broederliefde                                  | Hard Work Pays Off 2                           | –                         |
| 17. September 2016 – 23. September 2016 1 Woche | 1                                              | Ancora                                         | Door weer en wind                              | –                         |
| 24. September 2016 – 30. September 2016 1 Woche | 1                                              | Jan Smit                                       | 20                                             | –                         |
| 1. Oktober 2016 – 7. Oktober 2016 1 Woche | 1                                              | Shawn Mendes                                   | Illuminate                                     | –                         |
| 8. Oktober 2016 – 14. Oktober 2016 1 Woche | 1                                              | O’G3NE                                         | We Got This                                    | –                         |
| 15. Oktober 2016 – 21. Oktober 2016 1 Woche | 1                                              | Frans Bauer                                    | Geluk hoop en liefde                           | –                         |
| 22. Oktober 2016 – 28. Oktober 2016 1 Woche | 1                                              | Jonna Fraser                                   | Blessed                                        | –                         |
| 29. Oktober 2016 – 4. November 2016 1 Woche (insgesamt 2) | 2                                              | Leonard Cohen                                  | You Want It Darker                             | –                         |
| 5. November 2016 – 11. November 2016 1 Woche | 1                                              | Kensington                                     | Control                                        | –                         |
| 12. November 2016 – 18. November 2016 1 Woche | 1                                              | Robbie Williams                                | The Heavy Entertainment Show                   | –                         |
| 19. November 2016 – 25. November 2016 1 Woche (insgesamt 2) | 2                                              | Leonard Cohen                                  | You Want It Darker                             | –                         |
| 26. November 2016 – 2. Dezember 2016 1 Woche | 1                                              | Metallica                                      | Hardwired…to Self-Destruct                     | –                         |
| 3. Dezember 2016 – 9. Dezember 2016 1 Woche | 1                                              | Kinderen voor Kinderen                         | Voor altijd jong! – 37                         | –                         |
| 10. Dezember 2016 – 13. Januar 2017 5 Wochen | 5                                              | The Rolling Stones                             | Blue & Lonesome                                | –                         |